# Ivka Tavčar
Ivka Tavčar, slovenska sabljačica, * 11. maj 1909, Ljubljana.
Tavčarjeva je za Kraljevino Jugoslavijo nastopila na Poletnih olimpijskih igrah leta 1936 v Berlinu, kjer je tekmovala v disciplini floret.